# Fondation Louis Vuitton
|  | Maskinoversættelse og/eller tvivlsomt indhold Denne sides indhold bærer præg af at være en maskinoversættelse og/eller meget dårligt og uklart formuleret. Det vurderes at sproget er så dårligt og eventuelt forkert eller til at misforstå, at det bør omskrives eller oversættes på ny. Du kan hjælpe med at oversætte til korrekt dansk i denne og lignende artikler. Hvis dette ikke sker inden for kort tid, kan en sletning komme på tale. Se evt. denne sides diskussionsside eller i artikelhistorikken. |

Fondation Louis Vuitton, der blev grundlagt i 2006, er et kunstmuseum og kulturcenter  sponsoreret af LVMH-gruppen og dens datterselskaber. Det drives som en juridisk uafhængig nonprofitorganisation som en del af LVMH's promovering af kunst og kultur.
Kunstmuseet åbnede i oktober 2014. Bygningen blev tegnet af arkitekten Frank Gehry og ligger ved siden af Jardin d'Acclimatation i Bois de Boulogne i det 16. arrondissement i Paris. Over 1.400.000 mennesker besøgte Fondation Louis-Vuitton i 2017.